# Jenček
Jenček je priimek v Sloveniji, ki ga je po podatkih Statističnega urada Republike Slovenije na dan 1. januarja 2010 uporabljalo 67 oseb.

## Znani nosilci priimka
- Ana Jenček, plesalka modernega plesa
- Ladislav Jenček (1918 - 2000), biofizik, doc. MF
- Ljuba Jenček (novo ime Ljoba Jenče) (*1960), pevka in zbirateljica ljudskih pesmi ter ljudskega izročila
- Miro Jenček, turist.delavec, pobudnik pustnega festivala v Cerknici
- Renato Jenček (*1963), igralec